# پل مورفی
پاول چارلز مورفی (به انگلیسی: Paul Charles Morphy) ‏ (۲۲ ژوئن ۱۸۳۷ - ۱۰ ژوئیه ۱۸۸۴) شطرنجباز آمریکایی در اواسط قرن نوزدهم میلادی بود. او پس از شکست دادن قهرمانان بنام در کشور خود در سال ۱۸۵۸ به اروپا آمد و در طی دو سال اکثر استادان بنام شطرنج اروپا از جمله آندرسن و هارویتس را شکست داد. او پس از آن به آمریکا بازگشت و شطرنج را کنار گذاشت. او تأثیر بسزایی در رشد شطرنج داشت و بازی‌های باز امروزه از سبک بازی او الهام گرفته‌اند.

## زندگی
پاول مورفی در ۲۲ ژوئن سال ۱۸۳۷ در خانواده‌ای متمول و ثروتمند در شهر نیواورلئان ایالات متحده آمریکا متولد گردید.

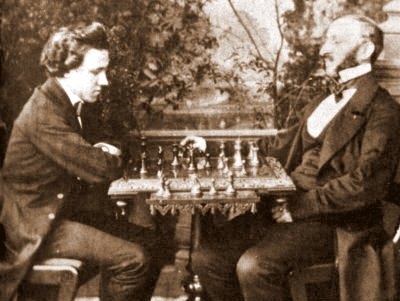

پدرش « آلونز مایکل مورفی » قانون‌گذار ایالت، وکیل و دادستان عالی‌رتبهٔ دیوان عالی و مادرش دختر یکی از استعدادهای درخشان موسیقی از یک خانوادهٔ سرشناس فرانسوی بود.
از این رو پاول جوان در فضایی مملو از نزاکت نجیب‌زادگان، ادب اصیل‌زادگان، فرهنگ، موسیقی و البته شطرنج رشد و ترقی نمود.
البته مورفی شطرنج را از کسی نیاموخت. وی با تکیه بر نبوغ سرشار خود تنها با نظاره بازی پدر و عمویش به رمز و راز این بازی زیبا پی برد و از همان موقع بود که شیفتهٔ آن گردید.

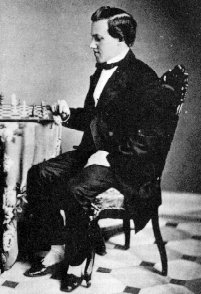

پس از سال ۱۸۵۰ مورفی برای مدت زیادی شطرنج بازی نکرد و تحصیلات را ارجح دانست. در سال ۱۸۵۴ از دانشگاه «اسپرینگ هیل» فارغ‌التحصیل شد. سال بعد را به آموختن ریاضیات و فلسفه اختصاص داد. در این سال مدرک A.M. که بالاترین نشان علمی بود را دریافت نمود. سپس توسط دانشگاه لوئیزیانا برای تحصیل در رشته حقوق پذیرفته شد و در ۷ آوریل ۱۸۵۷ مدرک L.L.B. این دانشگاه را دریافت نمود بطوری‌که که گفته می‌شد وی تمامی کتب دانشگاه را به همراه کُدها و مواد قوانین به خاطر سپرده‌است.
نظیر چنین خوش‌شانسی‌هائی در زندگی بعضی از بازیکنان بزرگ دیگر از قبیل امانوئل لاسکر و بابی فیشر نیز پیش آمده‌است.
«پائلسن» (Paulsen) بعدها حقانیت خود را بعنوان یک بازیکن عالی و یک استراتژیست به اثبات رساند. یک قرن بعد، بسیاری از ایده‌های او در مورد گشایش‌ها توسط استادان بزرگ مورد استفاده قرار گرفت.

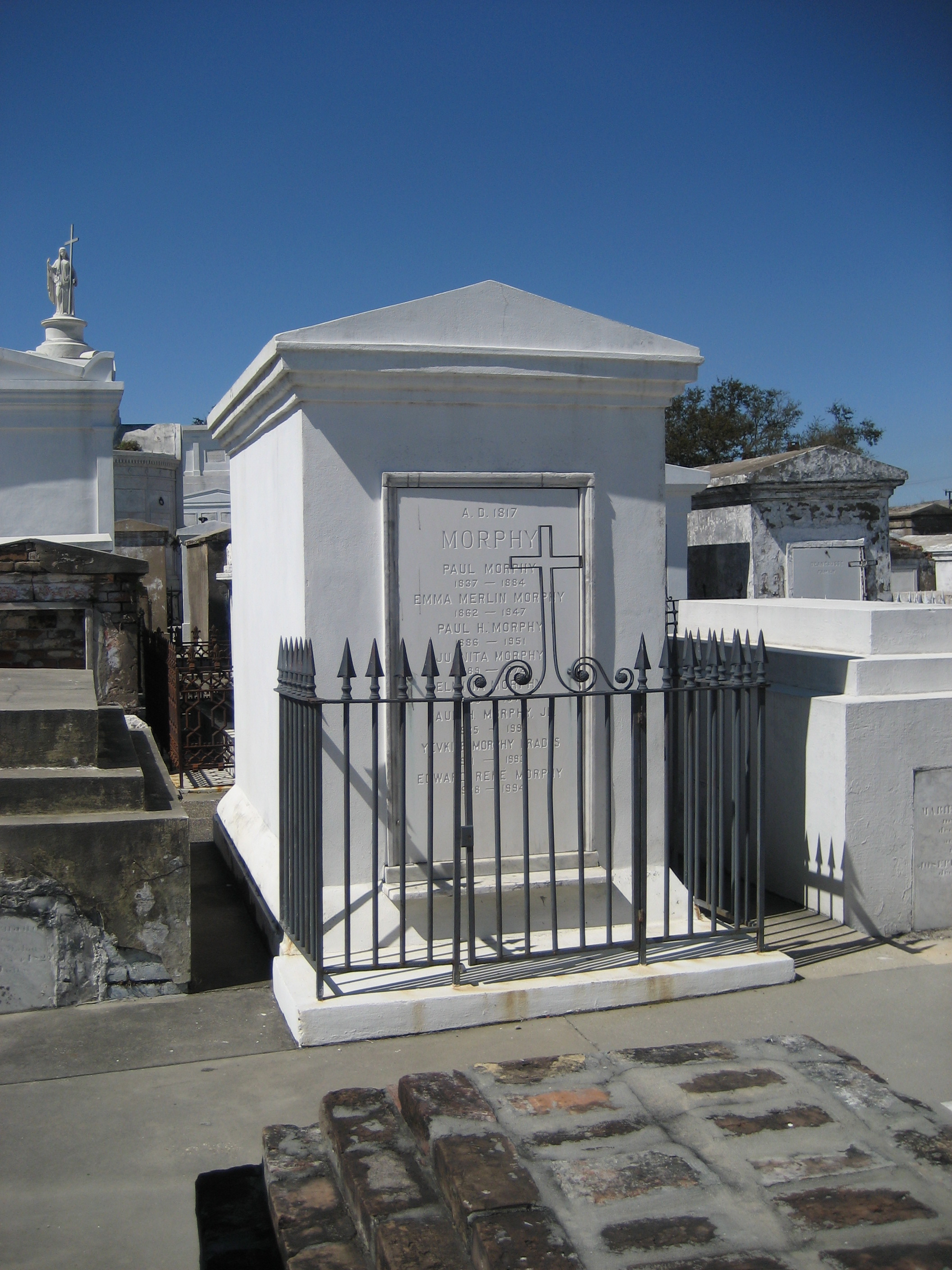

اینکه مورفی توانست این استاد دفاع را شکست دهد شاید نشانه و دلیل بهتری از توانائی او نسبت به پیروزی فوق‌العاده تحسین‌برانگیزش بر آدولف آندرسن باشد.
در غروب ۱۰ ژوئیه ۱۸۸۴ جسد مورفی در وان حمام عمارت بزرگ و پهناورش یافته شد. کالبد شکافی علت مرگ را شوک حاصل از آب سرد در برابر راه‌پیمایی سخت و طاقت‌فرسای وی در ظهر آن روز تشخیص داد.